# Liste des chapitres de One Piece (3e partie)

Cet article est un complément de l’article sur le manga One Piece. Il contient la liste des volumes du manga parus en presse du tome 41 au tome 60, avec les chapitres qu’ils contiennent. Il fait suite à Liste des chapitres de One Piece (2e partie) et est suivi de Liste des chapitres de One Piece (4e partie).
Pratiquement tous les chapitres commencent par une page d’entête racontant de manière muette une petite histoire à suivre sur les aventures d’un ou de plusieurs personnages secondaires.

## Volumes reliés

### Tomes 41 à 50
| no | Japonais         | Japonais          | Français          | Français          |
| no | Date de sortie   | ISBN              | Date de sortie    | ISBN              |
| --- | ---------------- | ----------------- | ----------------- | ----------------- |
| 41 | 4 avril 2006     | 4-08-874047-5     | 23 janvier 2008   | 978-2-7234-6059-0 |
| Titre du volume : Déclaration de guerre (宣戦布告, Sensen Fukoku) Personnages en couverture : Monkey D. Luffy, Nico Robin, Nico Olvia, Sniperking, Jaguar D. SauroListe des chapitres : - Ch.389 : Réponse (応答, Ōtō) - Ch.390 : Prêts à en découdre (応戦, Ōsen) - Ch.391 : Une fillette nommée "démon" (悪魔と呼ばれた少女, Akuma to Yobareta Shōjo) - Ch.392 : Dereshi (デレシ) - Ch.393 : Olvia (オルビア, Orubia) - Ch.394 : Les démons d'Ohara (オハラの悪魔達, Ohara no Akumatachi) - Ch.395 : Ohara versus le Gouvernement Mondial (オハラVS世界政府, Ohara VS Sekai Seifu) - Ch.396 : Sauro (サウロ) - Ch.397 : Pour les générations futures (未来へ届くように, Mirai e todoku yō ni) - Ch.398 : Déclaration de guerre (宣戦布告, Sensen fukoku) - Ch.399 : Sautez en direction des chutes d'eau ! (滝に向かって飛べ!!, Taki ni mukatte tobe!!) |                  |                   |                   |                   |
| Résumé : - Arc Enies Lobby (3e partie) |                  |                   |                   |                   |
| 42 | 4 juillet 2006   | 4-08-874127-7     | 19 mars 2008      | 978-2-7234-6060-6 |
| Titre du volume : Les pirates contre le CP9 (海賊 VS CP9, Kaizoku VS CP9) Personnages en couverture : Rob Lucci, Hattori, Kaku, Jabura, Kalifa, Kumadori, Fukuro, Spandam et FunkfreedListe des chapitres : - Ch.400 : La clef de la liberté (解放の鍵, Kaihō no kagi) - Ch.401 : Les pirates contre le CP9 (海賊 VS CP9, Kaizoku VS CP9) - Ch.402 : Les menottes n°2 (2番の手錠, Niban no tejō) - Ch.403 : Mr Galanterie (Mr.騎士道, Mr. Kishidō) - Ch.404 : Franky versus Fukuro (フランキーVSフクロウ, Furankī VS Fukurō) - Ch.405 : Power (パワー, Pawā) - Ch.406 : Résurrection (生命帰還, Seimei kikan) - Ch.407 : Un véritable monstre (モンスター, Monsutā) - Ch.408 : Le monstre versus Kumadori (怪物VSクマドリ, Monsutā VS Kumadori) - Ch.409 : Une mauvaise nouvelle retentissante (凶報緊急大放送, Kyōhō kinkyū daihōsō) |                  |                   |                   |                   |
| Résumé : - Arc Enies Lobby (4e partie) |                  |                   |                   |                   |
| 43 | 4 septembre 2006 | 4-08-874149-8     | 21 mai 2008       | 978-2-7234-6335-5 |
| Titre du volume : La légende du héros (英雄伝説, Eiyū densetsu) Personnages en couverture : Monkey D. Luffy, Roronoa Zoro, Usopp, Sanji Vinsmoke, Nami, Franky et Tony-Tony ChopperListe des chapitres : - Ch.410 : La métamorphose de Nami (ナミ巨大化, Nami kyodaika) - Ch.411 : Nami versus Kalifa (ナミVSカリファ, Nami VS Kalifa) - Ch.412 : Une occasion manquée (好機は終わった, Chansu wa Owatta) - Ch.413 : Le chasseur (狩人, Karyûdo) - Ch.414 : Sanji versus Jabura (サンジVSジャブラ, Sanji vs Jyabura) - Ch.415 : Heat up (ヒートアップ, Hīto appu) - Ch.416 : Zoro versus Kaku (ゾロVSカ, Zoro VS Kaku) - Ch.417 : Ashura (阿修羅, Ashura) - Ch.418 : Luffy versus Rob Lucci (ルフィVSロブ・ルッチ, Rufi VS Robu Rucchi) - Ch.419 : La légende du héros (伝説英雄, Eiyū densetsu) |                  |                   |                   |                   |
| Résumé : - Arc Enies Lobby (5e partie) |                  |                   |                   |                   |
| 44 | 4 décembre 2006  | 4-08-874287-7     | 9 juillet 2008    | 978-2-7234-6424-6 |
| Titre du volume : "Rentrons" (帰ろう, Kaerō) Personnages en couverture : Monkey D. Luffy, Nico Robin et Rob LucciListe des chapitres : - Ch.420 : Buster Call (バスターコール, Basutā kōru) - Ch.421 : Gear Third (ギア3, Gia sādo) - Ch.422 : Rob Lucci (ロブ・ルッチ, Robu Rucchi) - Ch.423 : La légende de la sirène (人魚伝説, Ningyo densetsu) - Ch.424 : Un navire de secours (脱出船, Dasshutsu sen) - Ch.425 : Combat à mort au pont de l'hésitation (死闘の橋, Shitō no hashi) - Ch.426 : L'équipage attend son capitaine (風待ちの船, Kazemachi no fune) - Ch.427 : Tu n'es pas en enfer !! (ここが地獄じゃあるめェし, Koko ga jigoku ja aru mē shi) - Ch.428 : Rentrons (帰ろう, Kaerō) - Ch.429 : Défaite complète (完敗, Kanpai) - Ch.430 : Des flocons de neige chargés de souvenirs (降りそそぐ追想の淡雪, Furisosogu tsuisō no awayuki) |                  |                   |                   |                   |
| Résumé : - Arc Enies Lobby (6e partie) |                  |                   |                   |                   |
| 45 | 2 mars 2007      | 978-4-08-874314-1 | 10 septembre 2008 | 978-2-7234-6456-7 |
| Titre du volume : Je comprends ce que vous ressentez (心中お察しする, Shinchū osasshi suru) Personnages en couverture : Monkey D. Luffy, Portgas D. Ace, Marshall D. Teach, Shanks, Edward Newgate, Monkey D. Garp, Kobby et HermepListe des chapitres : - Ch.431 : Le poing de l'amour (愛の拳, Ai no kobushi) - Ch.432 : De surprise en surprise (びっくり箱, Bikkuri bako) - Ch.433 : Le nouveau monde (その海の名は, Sono umi no na wa) - Ch.434 : Barbe blanche et Shanks le roux (白髭と赤髪, Shirohige to Akagami) - Ch.435 : Je comprends ce que vous ressentez (心中お察しする, Shinchū osasshi suru) - Ch.436 : Pants from Franky House (Pants from Frankyhouse) - Ch.437 : Nu comme un ver, fort comme un lion (裸百貫, Hadaka hyaku kan) - Ch.438 : Pride (プライド, Puraido) - Ch.439 : La troisième et la septième recrue (３人目と７人目, Sanninme to nananinme) - Ch.440 : Ace aux poings ardents versus Barbe noire (火拳ＶＳ黒ひげ, Hiken VS Kurohige) |                  |                   |                   |                   |
| Résumé : - Arc Post-Enies Lobby (1re partie) |                  |                   |                   |                   |
| 46 | 4 juillet 2007   | 978-4-08-874382-0 | 18 novembre 2008  | 978-2-7234-6461-1 |
| Titre du volume : Aventure sur l'île fantôme (ゴースト島の冒険, Gōsuto airando no bōken) Personnages en couverture : Monkey D. Luffy, Nami, Tony-Tony Chopper, Brook, le Cerbère et des zombiesListe des chapitres : - Ch.441 : Affrontement sur l'île de Banaro (バナロ島の決闘, Banaro-tō no kettō) - Ch.442 : Une mer démoniaque (魔の海の冒険, Ma no umi no bōken) - Ch.443 : Thriller Bark (スリラーバーク, Surirābāku) - Ch.444 : Aventure sur l'île fantôme (ゴースト島の冒険, Gōsuto airando no bōken) - Ch.445 : The Zombie (THE ZOMBIE) - Ch.446 : Le docteur Hogback (ドクトル・ホグバック, Dokutoru Hogubakku) - Ch.447 : Zombies-surprises (びっくりゾンビ, Bikkuri zonbi) - Ch.448 : Moria (モリア) - Ch.449 : Les quatre mystérieux personnages de Thriller Bark (スリラーバークの四怪人, Surirābāku no yonkaijin) |                  |                   |                   |                   |
| Résumé : - Arc Post-Enies Lobby (2e partie) - Arc Thriller Bark (1re partie) |                  |                   |                   |                   |
| 47 | 4 septembre 2007 | 978-4-08-874411-7 | 7 janvier 2009    | 978-2-7234-6513-7 |
| Titre du volume : Temps couvert avec chutes d'os par moments (くもり時々ホネ, Kumori tokidoki hone) Personnages en couverture : Monkey D. Luffy, Gecko Moria, Hogback, Absalom, Perona, Laura (la zombie), Kumashi et Victoria CindryListe des chapitres : - Ch.450 : La nuit des généraux zombies (将軍ゾンビnight, Jeneraru Zombi Night) - Ch.451 : Le jardin merveilleux de Perona (ペローナの不思議の庭, Perona no Wanda Gaden) - Ch.452 : Jigoro du vent (風のジゴロウ, Kaze no Jigoro) - Ch.453 : Temps couvert avec chutes d'os par moments (くもり時々ホネ, Kumori tokidoki hone) - Ch.454 : Song Slash (ハナウタ) - Ch.455 : Gecko Moria le Grand Corsaire (王下七武海ゲッコー・モリア, Oka Shichibukai Gekko Moria) - Ch.456 : Le démon venu du pays des glaces (氷の国から来た魔人, Akuma no Hie no Kuni) - Ch.457 : De la viaaande !! (肉～～!!!, Nikuuuuu !!!) - Ch.458 : Non, pas ma coupe afro (アフロだけは, Afuro dake wa) - Ch.459 : La mort n'est pas une excuse !! (死んでごめんじゃないで しょうに, Shin de gomen ja nai desho ni) |                  |                   |                   |                   |
| Résumé : - Arc Thriller Bark (2e partie) |                  |                   |                   |                   |
| 48 | 4 décembre 2007  | 978-4-08-874442-1 | 25 mars 2009      | 978-2-7234-6625-7 |
| Titre du volume : L'aventure d'Oz (オーズの冒険, Ozu no Boken) Personnages en couverture : Monkey D. Luffy et OzListe des chapitres : - Ch.460 : Nous devons les récupérer avant le lever du jour ! (夜明け前に取り返せ!!, Yoake Mae ni Torikaese !!) - Ch.461 : Ghost Buster (ゴーストバスター, Gosuto Basuta) - Ch.462 : L'aventure d'Oz (オーズの冒険, Ozu no Boken) - Ch.463 : Sanji le pirate versus Absalom le mystérieux (海賊サンジvs怪人アブサ ロム, Kaizoku Sanji VS kikai Abusaromu) - Ch.464 : Le rêve de Sanji (サンジの夢, Sanji no Yume) - Ch.465 : Usopp le pirate versus Perona la mystérieuse (海賊ウソップvs怪人ペローナ, Kaizoku Usopp VS ôjo Perona) - Ch.466 : Le combat est fini (決着, Kechaku) - Ch.467 : Zoro le pirate versus Ryuma le samouraï (海賊ゾロvs侍リューマ, Kaizoku Zoro VS Samurai Ryuma) - Ch.468 : Chopper le pirate versus Hogback le mystérieux (海賊チョッパーvs怪人ホグバック, Kaizoku Choppa VS kikai Hogubaku) - Ch.469 : Montrez-vous, Chapeau de paille et compagnie !! (出て来い麦わらの一 味!!!, Dete koi Mugiwara no ichimi!!!) - Ch.470 : Oz versus l'équipage de Chapeau de paille (オーズvs麦わらの一味, Ozu VS kaizoku Mugiwara) |                  |                   |                   |                   |
| Résumé : - Arc Thriller Bark (3e partie) |                  |                   |                   |                   |
| 49 | 4 mars 2008      | 978-4-08-874485-8 | 20 mai 2009       | 978-2-7234-6879-4 |
| Titre du volume : Nightmare Luffy (ナイトメア・ルフィ, Naitomea Rufy) Personnages en couverture : Charlotte Laura, Gecko Moria, Bartholomew Kuma, Nightmare Luffy, Tony-Tony Chopper, Franky, Usopp, Roronoa Zoro, Sanji Vinsmoke, Nami, Nico Robin et BrookListe des chapitres : - Ch.471 : My Friend (MY FRIEND) - Ch.472 : Down (ダウン, Daun) - Ch.473 : Bartholomew Kuma le Grand Corsaire entre en scène (王下七武海 バーソロミュー・ くま現る, Oka Shichibukai Basoromyu Kuma arawaru) - Ch.474 : Il va falloir se battre !! (やるしかねェ!!!, Yarushikane !!) - Ch.475 : Les pirates de la forêt (森の海賊団, Mori no Kaizoku-dan) - Ch.476 : Nightmare Luffy (ナイトメア・ルフィ, Naitomea Rufy) - Ch.477 : Plus que trois (3/8) - Ch.478 : Luffy versus Luffy (ルフィｖｓルフィ, Rufy vs Rufy) - Ch.479 : Le guerrier de l'espoir (希望の戦士, Kibo no Senshi) - Ch.480 : Contre-attaque (迎撃, Geigeki) - Ch.481 : Shadows Asgard (影の集合地, Shadozu Asugarudo) |                  |                   |                   |                   |
| Résumé : - Arc Thriller Bark (4e partie) |                  |                   |                   |                   |
| 50 | 4 juin 2008      | 978-4-08-874521-3 | 1er juillet 2009  | 978-2-7234-7034-6 |
| Titre du volume : De retour face au mur (再び辿りつく, Futatabi Tadoritsuku) Personnages en couverture : Nami, Roronoa Zoro, Monkey D. Luffy et BrookListe des chapitres : - Ch.482 : L'aube point (朝が来る, Asa ga kuru) - Ch.483 : La fin d'un rêve (夢の終わり, Yume no owari) - Ch.484 : Coussinets (ぷに, Puni) - Ch.485 : Zoro le chasseur de pirates de l'équipage de Chapeau de paille (麦わらの一味・海賊狩りの ゾロ, Mugiwara no Ichimi : Kaizoku-Gari no Zoro) - Ch.486 : Piano (ピアノ) - Ch.487 : La chanson (あの唄, Ano uta) - Ch.488 : Le chant à la vie (命の唄, Inochi no uta) - Ch.489 : La huitième recrue (８人目, Hachininme) - Ch.490 : De retour face au mur (再び辿りつく, Futatabi Tadoritsuku) - Ch.491 : Exocet Riders (トビウオライダーズ, Tobiuo Raidazu) |                  |                   |                   |                   |
| Résumé : - Arc Thriller Bark (5e partie) - Arc Archipel des Sabaody (1re partie) |                  |                   |                   |                   |

### Tomes 51 à 60
| no | Japonais         | Japonais          | Français         | Français          |
| no | Date de sortie   | ISBN              | Date de sortie   | ISBN              |
| --- | ---------------- | ----------------- | ---------------- | ----------------- |
| 51 | 4 septembre 2008 | 978-4-08-874563-3 | 9 septembre 2009 | 978-2-7234-7191-6 |
| Titre du volume : Les onze Supernovae (十一人の超新星, Jūichinin no chōshinsei) Personnages en couverture : Monkey D. Luffy, Roronoa Zoro, Capone Bege, Jewelry Bonney, Basil Hawkins, Eustass Kidd, Scratchmen Apoo, Urouge, Killer, X Drake et Trafalgar D. Water LawListe des chapitres : - Ch.492 : Duval au masque de fer (鉄仮面のデュバル, Tetsu kamen no dyubaru) - Ch.493 : Tu me reconnais, n'est-ce pas ? (知ってる, Shitteru) - Ch.494 : La tragédie de Duval (デュバルの悲劇, Dyubaru no higeki) - Ch.495 : Le Graou Canon (ガオン砲, Gaon hō) - Ch.496 : Mangrove Groovafond (ヤルキマン・マングローブ, Yarukiman mangurōbu) - Ch.497 : Aventure sur l'archipel des bulles (シャボン舞う諸島の冒険, Shabon mau shotō no bōken) - Ch.498 : Les onze Supernovae (十一人の超新星, Jūichinin no chōshinsei) - Ch.499 : Sabaody Park (シャボンディパーク, Shabondi pāku) - Ch.500 : Les braises de l'histoire (歴史の残り火, Rekishi no nokoribi) - Ch.501 : De grands bouleversements à venir (うねり始める世界, Uneri hajimeru sekai) - Ch.502 : L'incident des Dragons célestes (天竜人の一件, Tenryūbito no ikken)  |                  |                   |                  |                   |
| Résumé : - Arc Archipel des Sabaody (2e partie) |                  |                   |                  |                   |
| 52 | 4 décembre 2008  | 978-4-08-874602-9 | 13 janvier 2010  | 978-2-7234-7226-5 |
| Titre du volume : Roger & Rayleigh (ロジャーとレイリー, Roja to Reirī) Personnages en couverture : Monkey D. Luffy, Roronoa Zoro, Nami, Usopp, Sanji Vinsmoke, Tony-Tony Chopper, Nico Robin, Franky, Brook et Silvers RayleighListe des chapitres : - Ch.503 : Un archipel en panique (荒立つ島, Aradatsu shima) - Ch.504 : Le front pirate en mouvement (海賊前線移動中!, Kaizoku zensen idochu !!) - Ch.505 : Kuma (クマ) - Ch.506 : Roger et Rayleigh (ロジャーとレイリー, Roja to Reirii) - Ch.507 : L'arrivée de Kizaru (黄猿上陸, Kizaru joriku) - Ch.508 : L'archipel se transforme en champ de bataille (修羅の島, Shura no shima) - Ch.509 : Kizaru versus quatre Capitaines (黄猿vs4人の船長, Kizaru vs yonin no sen'chô) - Ch.510 : L'équipage de Chapeau de Paille versus la machine de guerre (麦わらの一味vs戦闘兵器, Mugiwara no ichimi vs sentō heiki) - Ch.511 : Sentomaru, l'homme à la hache (鉞かついだ戦桃丸, Masakari katsuida Sentōmaru) - Ch.512 : Zoro a disparu (ゾロ、音沙汰なし, Zoro, otosata nashi)                                                                                               |                  |                   |                  |                   |
| Résumé : - Arc Archipel des Sabaody (3e partie) |                  |                   |                  |                   |
| 53 | 4 mars 2009      | 978-4-08-874640-1 | 7 avril 2010     | 978-2-7234-7497-9 |
| Titre du volume : Le tempérament d'un roi (王の資質, Ō no shishitsu) Personnages en couverture : Monkey D. Luffy, Boa Hancock, Boa Sandersonia, Boa Marigold, Salomé et BacuraListe des chapitres : - Ch.513 : Pas un seul (救えないっ!!!, Sukuenaii!!!) - Ch.514 : Lépiote parasite (カラダカラキノコガハエル ダケ, Karadakarakinokogahaerudake) - Ch.515 : Aventure sur l'île des femmes (女ヶ島の冒険, Nyōgashima no Bōken) - Ch.516 : Boa Hancock, l'impératrice pirate (海賊女帝ボア・ハンコック, Kaizoku Jotei Boa Hankokku) - Ch.517 : Le bain (湯浴み, Yuami) - Ch.518 : L'arène (闘技台, Tōgidai) - Ch.519 : Un don royal (王の資質, Ō no shishitsu) - Ch.520 : Les yeux de la gorgone (ゴルゴンの目, Gorugon no me) - Ch.521 : Les griffes du dragon (天駆ける竜の蹄, Ama kakeru ryū no hizume) - Ch.522 : Une maladie mortelle (死に至る病, Shi ni itaru yamai) |                  |                   |                  |                   |
| Résumé : - Arc Archipel des Sabaody (4e partie) - Arc Amazon Lily (1re partie) |                  |                   |                  |                   |
| 54 | 4 juin 2009      | 978-4-08-874662-3 | 1er juillet 2010 | 978-2-7234-7498-6 |
| Titre du volume : Plus personne ne m'arrêtera (もう誰にも止められない, Mō darenimo tomerarenai) Personnages en couverture : Monkey D. Luffy, Magellan, Hannyabal, Sadi, Saldeath, le Minotaure et un BlugoriListe des chapitres : - Ch.523 : En enfer (地獄, Jigoku) - Ch.524 : Plus personne ne m'arrêtera (もう誰にも止められない, Mō darenimo tomerarenai) - Ch.525 : La prison sous-marine d'Impel Down (海底監獄インペルダウン, Kaitei kangoku Impel Down) - Ch.526 : Les ennuis commencent (大監獄の冒険, Dai-kangoku no bōken) - Ch.527 : Le 1er cercle : l'enfer écarlate (紅蓮地獄, Guren jigoku) - Ch.528 : Jinbe le paladin des mers (海俠のジンベエ, Kaikyō no Jinbē) - Ch.529 : Le 2e cercle : l'enfer des bêtes démoniaques (猛獣地獄, Mōjū jigoku) - Ch.530 : Toujours plus bas (地獄へ地獄へ, Jigoku-e jigoku-e) - Ch.531 : Le 3e cercle : l'enfer de la faim (LEVEL3 飢餓地獄, LEVEL3 kiga jigoku) - Ch.532 : Le minotaure (獄卒獣ミノタウロス, Gokusotsu jū Minotauros) |                  |                   |                  |                   |
| Résumé : - Arc Amazon Lily (2e partie) - Arc Impel Down (1re partie) |                  |                   |                  |                   |
| 55 | 4 septembre 2009 | 978-4-08-874727-9 | 6 octobre 2010   | 978-2-7234-7499-3 |
| Titre du volume : Des travs en enfer (地獄に仏(オカマ), Jigoku ni okama) Personnages en couverture : Monkey D. Luffy, Portgas D. Ace, Bentham, Galdino, Baggy, le Minorhinocéros, le Minokoala et le MinozèbreListe des chapitres : - Ch.533 : Le 4e cercle : l'enfer des flammes (LV4 焦熱地獄, LV4, Shōnetsu jigoku) - Ch.534 : Magellan versus Luffy (監獄署長マゼランVS海賊 ルフィ, Kangoku Shochō Mazeran VS kaizoku Rufi) - Ch.535 : Mon ami (ダチ, Dachi) - Ch.536 : Le 5e cercle : l'enfer des glaces (LV5 極寒地獄, LV5 Gokkan jigoku) - Ch.537 : Un travesti en enfer (地獄に仏(オカマ), Jigoku ni okama) - Ch.538 : Le 5e cercle et demi : Newcomer Land (LV5.5番地ニューカ マーランド, LV5.5banchi New kamā land) - Ch.539 : Emporio Tension Hormones (エンポリオ・テンションホルモン, Emporio tenshon horumon) - Ch.540 : Le 6e cercle : l'enfer infini (LV6 無限地獄, LV6 Mugen jigoku) - Ch.541 : Sans précédent (未だかつてナッシブル, Imada katsute nasshiburu) |                  |                   |                  |                   |
| Résumé : - Arc Impel Down (2e partie) |                  |                   |                  |                   |
| 56 | 4 décembre 2009  | 978-4-08-874761-3 | 5 janvier 2011   | 978-2-7234-7899-1 |
| Titre du volume : Merci pour tout (ありがとう, Arigatō) Personnages en couverture : Monkey D. Luffy, Emperio Ivankov, Inazuma, Crocodile, Jinbe et Das BonesListe des chapitres : - Ch.542 : L'autre menace (やがて語られるもう一つ の事件, Yagate katarareru mōhitotsu no jiken) - Ch.543 : Chapeau de paille et Barbe noire (麦わらと黒ひげ, Mugiwara to Kurohige) - Ch.544 : L'enfer se déchaîne (地獄の釜の蓋もあく, Jigoku no kama no futa mo aku) - Ch.545 : Vers la lumière du soleil (陽のあたるシャバへ, Hi no ataru shaba e) - Ch.546 : Jinbe le Grand Corsaire, capitaine de l'équipage des hommes-poissons (魚人海賊団船長“七武 海”ジンベエ, Gyojin kaizoku-dan senchō "Shichibukai" Jinbē) - Ch.547 : Évasion (島破り, Shima yaburi) - Ch.548 : Merci pour tout (ありがとう, Arigatō) - Ch.549 : Un navire à l'assaut du monde (出撃の艦, Shutsugeki no fune) - Ch.550 : Le Quartier Général de la Marine (海軍本部, Kaigun honbu) - Ch.551 : Barbe blanche l'Empereur (四皇"白ひげ", Yonkō "Shirohige") |                  |                   |                  |                   |
| Résumé : - Arc Impel Down (3e partie) - Arc Marine Ford (1re partie) |                  |                   |                  |                   |
| 57 | 4 mars 2010      | 978-4-08-870010-6 | 6 avril 2011     | 978-2-7234-8231-8 |
| Titre du volume : Guerre au sommet (頂上決戦, Chōjō Kessen) Personnages en couverture : Monkey D. Luffy, Edward Newgate, Marco, Joz, Vista, Blamenco, Rakuyo, Blenheim, Curiel, Kingdew, Namur, Haruta, Atmos, Speed Jiru, Fossa et IzoListe des chapitres : - Ch.552 : Ace et Barbe blanche (エースと白ひげ, Ēsu to shirohige) - Ch.553 : Guerre au sommet (頂上決戦, Chōjō kessen) - Ch.554 : L'Amiral Akainu (大将赤犬, Taishō Akainu) - Ch.555 : Oz et son chapeau (オーズと笠, Ōzu to kasa) - Ch.556 : Justice vaincra ! (正義は勝つ!!, Seigi wa Katsu!!) - Ch.557 : Luffy et Barbe blanche (ルフィと白ひげ, Rufi to Shirohige) - Ch.558 : Je suis ton frère (弟, Otōto) - Ch.559 : Destin (天命, Tenmei) - Ch.560 : Les évadés d'Impel Down (インペルダウンの囚人達, Inperu Daun no Shūjin-Tachi) - Ch.561 : Luffy versus Mihawk (ルフィVSミホーク, Rufi VS Mihōku) - Ch.562 : Squardo l'araignée des maelströms (海賊大渦蜘蛛スクアード, Kaizoku Ōuzugumo Sukuādo) |                  |                   |                  |                   |
| Résumé : - Arc Marine Ford (2e partie) |                  |                   |                  |                   |
| 58 | 4 juin 2010      | 978-4-08-870045-8 | 7 septembre 2011 | 978-2-7234-8350-6 |
| Titre du volume : L’ère de Barbe blanche (この時代の名を白髭と呼ぶ, Kono jidai no na wo Shiro Hige to yobu) Personnages en couverture : Borsalino, Sakazuki, Kuzan, Monkey D. Garp, Monkey D. Luffy et SengokuListe des chapitres : - Ch.563 : Je ne suis qu'un homme (人間一つ心臓一つ, Ningen hitotsu shinzō hitotsu) - Ch.564 : L'homme qui fait trembler le monde (世界を揺らす男, Sekai wo yurasu otoko) - Ch.565 : La voie tracée par Oz (オーズの道, Oars no michi) - Ch.566 : Une attaque froudroyante (猛攻, Mōkō) - Ch.567 : La place Oris de Marine Ford (マリンフォード海軍本部 オリス広場, Marineford kaigun honbu Oris hiroba) - Ch.568 : Fais comme tu veux ! (勝手にしやがれ, Katteni shiyagare) - Ch.569 : Un monstre vêtu de blanc (怪物, Kaibutsu) - Ch.570 : Une passerelle pour la vie (命の懸橋, Inochi no kakehashi) - Ch.571 : Sur l'échafaud (処刑台, Shokeidai) - Ch.572 : The times they are a-changin' - Les temps changent - (—時代は変わる—, The times they are A-Changin' —Jidai wa Kawaru—) - Ch.573 : L'ère de Barbe blanche (この時代の名を白髭と呼ぶ, Kono jidai no na wo Shiro Hige to yobu) |                  |                   |                  |                   |
| Résumé : - Arc Marine Ford (3e partie) |                  |                   |                  |                   |
| 59 | 4 août 2010      | 978-4-08-870083-0 | 30 novembre 2011 | 978-2-7234-8351-3 |
| Titre du volume : La mort de Portgas D. Ace (ポートガス・D・エース 死す, Pōtogasu Dī Ēsu shisu) Personnages en couverture : Portgas D. Ace, Monkey D. Luffy, Shanks, Edward Newgate, Marshall D. Teach et JinbeListe des chapitres : - Ch.574 : La mort de Portgas D. Ace (ポートガス・D・エース死 す, Pōtogasu Dī Ēsu Shisu) - Ch.575 : Une colère sourde (言葉なき怒り, Kotobanaki Ikari) - Ch.576 : Edward Newgate, un pirate de légende (大海賊エドワード・二ューゲート, Daikaizoku Edowādo Nyūgēto) - Ch.577 : Les événements s'accélèrent (畳み掛ける大事件, Tatamikakeru Daijiken) - Ch.578 : Vers une nouvelle ère (新時代へ贈るもの, Shinjidai e Okurumono) - Ch.579 : Quelques secondes de courage (勇気ある数秒, Yūki aru sūbyō) - Ch.580 : Fin des hostilités (終戦, Shūsen) - Ch.581 : L'avenir se dessine (忍び寄る未来, Shinobiyoru Mirai) - Ch.582 : Luffy et Ace (ルフィとエース, Rufi to Ēsu) - Ch.583 : Le Grey Terminal (不確かな物の終着駅, Gurei Tāminaru) - Ch.584 : L'affaire Porchemy (ポルシェーミの一件, Porushēmi no Ikken)                                                                          |                  |                   |                  |                   |
| Résumé : - Arc Marine Ford (4e partie) - Arc Post-Guerre (1re partie) |                  |                   |                  |                   |
| 60 | 4 novembre 2010  | 978-4-08-870125-7 | 4 janvier 2012   | 978-2-7234-8667-5 |
| Titre du volume : Petit frère (弟よ, Otōto-yo) Personnages en couverture : Makino, Curly Dadan, Sabo, Monkey D. Luffy, Portgas D. Ace, Monkey D. Dragon et Silvers RayleighListe des chapitres : - Ch.585 : Frères pour la vie ! (兄弟盃, Kyōdai Sakazuki) - Ch.586 : Une cité nauséabonde (悪臭のする町, Akushū no suru machi) - Ch.587 : Je ne fuirai pas (おれは、逃げない, Ore wa, nigenai) - Ch.588 : Le voyage de Sabo (サボの海, Sabo no umi) - Ch.589 : Une résolution dure comme fer (風雲の志, Fūun no kokorozashi) - Ch.590 : Petit frère (弟よ, Otōto-yo) - Ch.591 : Tu es sûr de toi ? (それでいいのか, Sore de ii no ka) - Ch.592 : Encouragements (エール, Ēru) - Ch.593 : News (NEWS) - Ch.594 : Le message (メッセージ, Messēji) |                  |                   |                  |                   |
| Résumé : - Arc Post-Guerre (2e partie) |                  |                   |                  |                   |

### Shueisha BOOKS
1. 1 2  Tome 41
2. 1 2  Tome 42
3. 1 2  Tome 43
4. 1 2  Tome 44
5. 1 2  Tome 45
6. 1 2  Tome 46
7. 1 2  Tome 47
8. 1 2  Tome 48
9. 1 2  Tome 49
10. 1 2  Tome 50
11. 1 2  Tome 51
12. 1 2  Tome 52
13. 1 2  Tome 53
14. 1 2  Tome 54
15. 1 2  Tome 55
16. 1 2  Tome 56
17. 1 2  Tome 57
18. 1 2  Tome 58
19. 1 2  Tome 59
20. 1 2  Tome 60

### Glénat manga
1. 1 2  Tome 41
2. 1 2  Tome 42
3. 1 2  Tome 43
4. 1 2  Tome 44
5. 1 2  Tome 45
6. 1 2  Tome 46
7. 1 2  Tome 47
8. 1 2  Tome 48
9. 1 2  Tome 49
10. 1 2  Tome 50
11. 1 2  Tome 51
12. 1 2  Tome 52
13. 1 2  Tome 53
14. 1 2  Tome 54
15. 1 2  Tome 55
16. 1 2  Tome 56
17. 1 2  Tome 57
18. 1 2  Tome 58
19. 1 2  Tome 59
20. 1 2  Tome 60